# Оман, Элина
Элина Охман (швед. Anna Elina Öhman; 21 августа 1994, Эльвсбюн) — шведская гонщица на снегоходах, четырехкратная обладательница Кубка мира по кроссу на снегоходах среди женщин (2014, 2015, 2017, 2019). Чемпионка США по кроссу на снегоходах среди женщин (чемпионат Amsoil Championship Snocross, класс Pro AM Woman) сезона 2016/2017 года, трёхкратная чемпионка Швеции по кроссу на снегоходах.

## Спортивная карьера
Элина Охман является членом мотогоночной династии Охман — её отец, дядя и три двоюродных брата также являются пилотами, выступающими в гонках снегоходов. Она начала ездить на снегоходах в 2010 году в возрасте 15 лет. В год дебюта Элина выиграла несколько локальных снегоходных гонок и получила серьёзную травму (разрыв передней крестообразной связки), из-за чего пропустила часть сезона. Сезон 2011 года также был испорчен аналогичным разрывом.
В 2014 году Элина Охман выиграла Чемпионат Швеции по кроссу на снегоходах среди женщин, ещё ряд локальных чемпионатов, а также успешно дебютировала в новом чемпионате FIM — Кубке мира по кроссу на снегоходах среди женщин, также заняв по его итогам первое место. В 2015-м она повторила оба успеха.
В 2015 году Элина Охман стала первой женщиной, получившей лицензию на выступление в общем Чемпионате Швеции по кроссу на снегоходах и выступала в нём наравне с мужчинами.
Также Элина Охман сделала успешную карьеру в США, проведя там сезоны 2015/2016 и 2016/2017 (во втором она стала чемпионкой США). Позже вернулась в Европу, выиграла свой третий Чемпионат Швеции и ещё два Чемпионата мира.
На данный момент Элина Охман является одной из самых титулованных женщин-гонщиков на снегоходах в мире.

## Семья
Двоюродный брат Элины, Эмиль Охман — также пилот снегоходов, двукратный чемпион мира в кроссе на снегоходах (2008, 2011). Два других двоюродных брата — Адам и Филип — тоже выступают в снегоходном кроссе.

## Результаты выступлений в Кубке мира по кроссу на снегоходах среди женщин
| Год  | Снегоход | 1      | 2      | Место | Очки |
| ---- | -------- | ------ | ------ | ----- | ---- |
| 2014 | Lynx     | SWE 1  |        | 1     | 25   |
| 2015 | Lynx     | SWE 1  |        | 1     | 25   |
| 2017 | Polaris  | SWE 1  |        | 1     | 25   |
| 2019 | Ski-Doo  | SWE1 1 | SWE2 1 | 1     | 50   |